# Samuel Parsons Scott
Samuel Parsons Scott (Hillsboro, 8 luglio 1846 – 30 maggio 1929) è stato un avvocato, banchiere, traduttore e storico del diritto statunitense, candidato al Premio Nobel per la letteratura nel 1927.

## Biografia
Samuel Parsons Scott nacque nel 1846 a Hillsboro, Ohio, dove gli fu impartita un'educazione classica alla Hillsboro Academy. Dopo aver conseguito la laurea triennale e magistrale alla Miami University (in Ohio), fu abilitato a praticare l'attività forense nel 1868 e lavorò per alcuni anni come avvocato a Leavenworth e San Francisco. Abbandonò l'attività legale nel 1875 per tornare a Hillsboro e gestire la banca di famiglia, che successivamente liquidò per dedicarsi interamente ai suoi studi.
I suoi numerosi viaggi in Europa e, in particolare, in Spagna ispirarono diversi articoli, che poi riadattò nel libro Through Spain nel 1886. Il suo interesse per la storia medievale europea lo portarono a scrivere The History of the Moorish Empire in Europe, seguito nel 1910 da una traduzione in inglese del codice visigoto. Il resto delle sue opere furono pubblicate postume: nel 1929 la sua traduzione delle Siete Partidas fu data alle stampe, mentre nel 1932 i suoi eredi pubblicarono la sua traduzione dell'intero Corpus iuris civilis. Le traduzioni non furono ben accolte dalla critica specialistica.
Alla sua morte nel 1929 lasciò un patrimonio di ottomila volumi al Jefferson Medical College, la futura Thomas Jefferson University.